# Mihai Roman (Fußballspieler, 1984)
Mihai Roman (* 16. Oktober 1984 in Brașov) ist ein rumänischer ehemaliger Fußballspieler auf der Position eines Mittelfeldspielers.

## Karriere
Roman begann seine Karriere bei FC Cetatea Suceava, wo er von 2000 bis 2005 in der Jugendmannschaft aktiv war. 2005 kam er dann in die erste Mannschaft. Bereits in seiner ersten Saison wurde der Verein Fünfter in der zweiten Liga, jedoch stieg man im darauffolgenden Jahr aus der zweithöchsten rumänischen Spielklasse ab.
Daraufhin wechselte der Mittelfeldspieler zum FC Brașov, einem damaligen Zweitligisten. Bereits in seiner ersten Saison konnte man in die höchste Spielklasse aufsteigen, mit einer beeindruckenden Saison wurde der FC erster in der Liga, 14 Punkte vor einem Nichtaufstiegsplatz.
Sein Debüt in der Liga 1 gab Roman am 26. Juli 2008 gegen den späteren Meister Unirea Urziceni. Das Spiel konnte 1:0 gewonnen werden. Roman wurde in der 75. Minute gegen Adrian Senin ausgewechselt. In seiner ersten Saison konnte er weitere 30 Einsätze und drei Tore verbuchen, FC Brașov wurde am Ende der Saison Neunter.
Im Sommer 2010 wechselte Roman zu Rapid Bukarest. Am Ende der Saison 2010/11 qualifizierte er sich mit Rapid für die Europa League. Diesen Erfolg konnte er ein Jahr später wiederholen. Gleichzeitig zog er mit seinem Team ins Pokalfinale 2012 ein, unterlag dort aber Dinamo Bukarest mit 0:1. Im Sommer 2013 wechselte er zum FC Toulouse in die französische Ligue 1.
In Toulouse war Roman vom Verletzungspech verfolgt. In der Vorbereitung zur Saison 2013/14 riss seine Achillessehne und er kam erst in der Schlussphase zu fünf Kurzeinsätzen. In der Spielzeit 2014/15 kam er aufgrund eines Schienbeinbruches gar nicht zum Einsatz und saß lediglich ein paar Mal auf der Ersatzbank. Das gleiche Schicksal ereilte ihn der Saison 2015/16. Im Sommer 2016 verließ er Toulouse und kehrte nach Rumänien zurück, wo ihn Erstligist FC Botoșani verpflichtete. Dort kam er wieder regelmäßig zum Einsatz.

### Nationalmannschaft
International spielte der Mittelfeldspieler bisher acht Mal für Rumänien. Sein Debüt gab er am 6. Juni 2009 im Qualifikationsspiel zur WM 2010 gegen Litauen, Roman wurde in der 72. Minute für Bogdan Mara eingewechselt. Das Spiel in Marijampolė endete 1:0 für die Rumänen.

## Erfolge
- Rumänischer Pokal-Finalist: 2012
- Aufstieg in die Liga 1: 2008